# Sebastian Aschenbrenner
Sebastian Aschenbrenner (* 1995) ist ein österreichischer Triathlet. Er wird geführt in der Bestenliste österreichischer Triathleten auf der Ironman-Distanz.

## Werdegang
Sebastian Aschenbrenner gewann im September 2018 den Vienna City Triathlon auf der Kurzdistanz.
2021 wurde er Vize-Staatsmeister auf der Triathlon Mitteldistanz.
Im Juni 2024 konnte er im Burgenland zum dritten Mal den Neufelder Triathlon für sich entscheiden und er wurde am Wallsee im Juli 2024 Dritter bei der Staatsmeisterschaft auf der Triathlon Kurzdistanz. Im August wurde Aschenbrenner auch Dritter bei der Staatsmeisterschaft auf der Triathlon Mitteldistanz.
Im Oktober startete er im Ironman Barcelona erstmals auf der Langdistanz.

## Sportliche Erfolge
| Datum/Jahr    | Rang | Wettbewerb                                     | Austragungsort        | Zeit | Bemerkung                                                 |
| ------------- | ---- | ---------------------------------------------- | --------------------- | ---- | --------------------------------------------------------- |
| 13. Juli 2024 | 3    | ÖTRV Staatsmeisterschaft Triathlon Kurzdistanz | Wallsee               |      | Triathlon-Staatsmeisterschaft über die olympische Distanz |
| Juni 2024     | 1    | Neufelder Triathlon                            | Neufeld an der Leitha |      | Sieger olympische Distanz                                 |
| 11. Juni 2023 | 1    | Neufelder Triathlon                            | Neufeld an der Leitha |      | Sieger olympische Distanz                                 |
| 13. Juni 2021 | 1    | Neufelder Triathlon                            | Neufeld an der Leitha |      | Sieger olympische Distanz                                 |
| 9. Sep. 2018  | 1    | Vienna City Triathlon                          | Wien                  |      | Sieger Kurzdistanz                                        |

| Datum/Jahr    | Rang | Wettbewerb                                       | Austragungsort  | Zeit     | Bemerkung                                                  |
| ------------- | ---- | ------------------------------------------------ | --------------- | -------- | ---------------------------------------------------------- |
| 20. Juli 2025 | 3    | ÖTRV Staatsmeisterschaft Triathlon Mitteldistanz | Obertrum am See | 4:06:06  |                                                            |
| 6. Okt. 2024  | 28   | Ironman Barcelona                                | Calella         | 08:05:03 | [ 2 ]                                                      |
| 31. Aug. 2024 | 3    | ÖTRV Staatsmeisterschaft Triathlon Mitteldistanz | Podersdorf      | 03:50:22 | beim Austria Triathlon Half hinter Michael Weiss           |
| 26. Mai 2024  | 6    | ÖTRV Triathlon-Staatsmeisterschaft Mitteldistanz | St. Pölten      | 04:10:33 | Triathlon-Staatsmeisterschaft bei der Challenge St. Pölten |
| 28. Mai 2023  | 5    | ÖTRV Triathlon-Staatsmeisterschaft Mitteldistanz | Stubenberg      | 04:04:39 |                                                            |
| 16. Juli 2021 | 2    | ÖTRV Triathlon-Staatsmeisterschaft Mitteldistanz | Obertrum am See | 04:08:53 |                                                            |

(DNF – Did Not Finish)